# Odrodzony Kościół Boży
Odrodzony Kościół Boży (ang. The Restored Church of God) – kościół powstały na bazie dziewiętnastowiecznego ruchu adwentowego. Odrzucają naukę o Trójcy, która ich zdaniem stoi w sprzeczności z synostwem Jezusa Chrystusa. Głoszą aktualność dziesięciorga przykazań i Tory z pominięciem tego co zostało wypełnione w Mesjaszu, czyli krwawych ofiar (w tym także nakazu obrzezania i natychmiastowej kary śmierci za grzech) i ofiar składanych z pokarmów i płynów. W swojej wykładni Odrodzony Kościół Boga powołując się na list do Kolosan 2:16,17 argumentuje jakoby kontekst mówił nie o zniesieniu świąt i szabatów jako takich, ale o zniesieniu ofiar, które spełniły się w Mesjaszu. Kościół twierdzi, że księga Izajasza 66:22-23 jasno wykazuje, że święta nowiu i szabaty na nowej ziemi nadal będą obchodzone.
W swoim nauczaniu Odrodzony Kościół Boga jest zbliżony do treści nauczania Żydów mesjanistycznych, którzy nawrócili się i wierzą w Jeszuę (Jezusa) - jednak od Żydów mesjanicznych różni ich podejście do innych wyznań; Żydzi mesjaniczni nie narzucają innym chrześcijanom obowiązku obchodzenia żydowskich świąt czy soboty jako dnia odpoczynku.

## Charakterystyka
Już w pierwszej połowie XIX wieku ruch adwentowy głosił odnowienie wiary w powtórne przyjście Mesjasza. Zgodnie z ówczesnymi poglądami oczekiwano cielesnego przybycia Jezusa w chwale aniołów. Wspólnoty wyrosłe na bazie tego ruchu pieczołowicie badały fragmenty biblijne dotyczące powrotu Jezusa. Pod koniec lat 30. XX wieku w ramach tego ruchu wyłonił się „Światowy Kościół Boży” (ang. Worldwide Church of God). Liderem tej wspólnoty był Herbert W. Armstrong (1892–1986). Głosił on swoje kazania przez radio, a potem przez telewizję. Po śmierci Armstronga Światowy Kościół Boży przeżył rozłam. Liderem jednego z odłamów został David C. Pack. Grupa ta przyjęła nazwę Odrodzony Kościół Boży (ang. The Restored Church of God). Strukturalnie kościół ten został uformowany w 1999 roku. Jednym z wyróżników tego odłamu jest nauczanie, że oczyszczenie kościoła miało się odbyć w latach 1986-1989.
Odrodzony Kościół Boży wyróżnia się nauką o diecie. Spożywanie według nich zwierząt nieczystych jest pogwałceniem prawa Bożego, które ma być zachowywane zgodnie z nakazem z księgi Izajasza 66:17. Argument jakoby Bóg oczyścił zwierzęta nieczyste jest przez nich odrzucany, gdyż według nich fragment z Dziejów Apostolskich mówiący o wizji danej Piotrowi dotyczył symbolicznie pogan. Twierdzą także, że nauka Pawła o jatkach mięsnych, także nie mogła zawierać nawiązań do zwierząt nieczystych, gdyż zdaniem tego kościoła starożytni Grecy nie jedli świń, a większość kultu związanego z wieprzowiną nie była związana z konsumpcją tego mięsa.